# Antiphalera
Antiphalera is een geslacht van vlinders van de familie tandvlinders (Notodontidae).

## Soorten
- A. bilineata Hampson, 1896
- A. klapperichi Kiriakoff, 1963
- A. melantata West, 1932
- A. philippoi Schintlmeister, 1997